# Кэмпбелл, Клиффорд
Сэр Клиффорд Кларенс Кэмпбелл (англ. Clifford Clarence Campbell; ON, GCMG, GCVO, 28 июня 1892, Питерсфилд, Уэстморленд, Ямайка — 28 сентября 1991) — ямайский государственный деятель, генерал-губернатор Ямайки (1962—1973).

## Биография
В 1915 окончил Mico Training College.
- 1916—1918 гг. — директор государственной школы Фаллерсфелда,
- 1918—1928 гг. — директор начальной школы Friendship,
- 1928—1944 гг. — директор государственной школы Grange Hill.

В 1944 году на первых всеобщих выборах был избран в Палату представителей от Лейбористской партии Ямайки, в дальнейшем неоднократно избирался в её состав, был председателем комитета Палаты представителей по образованию и её вице-спикером, с 1950 по 1955 годы — спикером палаты.
С 31 августа по 30 ноября 1962 года был президентом Сената, затем с 1 декабря 1962 года по 2 марта 1973 года являлся генерал-губернатором Ямайки.

## Факты
- Ему принадлежит рекорд долгожительства среди ямайских руководителей и политиков.

## Титул и награды
- Королевский Викторианский орден (Великобритания) (Рыцарь Великого креста — GCVO)
- Орден Святого Михаила и Святого Георгия (Великобритания)
- Орден Святого Иоанна (Великобритания)
- Орден Нации